# C20H29NO2
化学式C20H29NO2（摩尔质量：315.457 g/mol）可以指：
- 戊乙奎醚，CAS号：87827-02-9
- 布马佐辛，CAS号：83829-76-9

|  | 这个同类索引页列出了具有相同分子式的化学物（即同分異構體）条目。 除非您是有意链接至本页，否则应将相应条目的内部链接指向正确的条目。 |